# Софронов, Николай Павлович
Никола́й Па́влович Софроно́в (9 декабря 1909, Весьшурга, Царевококшайский уезд, Казанская губерния, Российская империя ― 4 августа 1996, Йошкар-Ола, Россия) ― марийский советский деятель спорта, преподаватель, музеевед, общественный деятель. Заведующий кафедрой физического воспитания Марийского педагогического института имени Н. К. Крупской (1946―1954, 1955―1963), председатель Комитета физкультуры и спорта Марийской АССР (1954―1955). Организатор первого (домашнего) музея истории города Йошкар-Олы Марий Эл (вместе с Л. П. Полубарьевой) (1978). Заслуженный работник культуры Марийской АССР (1969). Участник Великой Отечественной войны.

## Биография
Родился 9 декабря 1909 года в деревне Весьшурга ныне Моркинского района Марий Эл в марийской бедной крестьянской семье. 
Трёхлетним ребенком остался без матери, до 10 лет жил у дедушки по матери. Его отец в 1919 году был мобилизован в Красную армию. Николай образование он продолжил в Оршанском детском доме, где окончил семь классов и поступил учиться в Йошкар-Олинский педагогический техникум. После окончания третьего курса техникума в 1929 году поступил в ГЦОЛИФК, который окончил в 1932 году, и стал первым мари, получившим высшее спортивное образование. 
Известен как спортсмен-универсал: неоднократный чемпион Марийской республики по лёгкой атлетике (толкание ядра, прыжки в длину) и городошному спорту, четырёхкратный чемпион Йошкар-Олы по шахматам, капитан сборной Йошкар-Олы по баскетболу. Известен и как один из участников лыжного похода на краевой съезд колхозников – ударников труда из Йошкар-Олы в Горький в феврале 1936 года.
В 1932―1969 годах (с перерывами) ― преподаватель, старший преподаватель, в 1946―1954, 1955―1963 годах ― заведующий кафедрой физического воспитания Марийского педагогического института имени Н. К. Крупской. В 1969 году вышел на пенсию.
В 1935―1937 годах работал методистом Добровольного спортивного общества «Спартак» в Йошкар-Оле и Республиканского комитета физической культуры Марийской АССР.
В феврале 1942 года призван в РККА. Участник Великой Отечественной войны: начальник физической подготовки стрелкового полка, младший лейтенант. Был неоднократно ранен. Демобилизовался из армии в январе 1946 года. Награждён медалями.
С 1946 года ― заместитель председателя, в 1954―1955 годах ― председатель Комитета физкультуры и спорта Марийской АССР. 
В марте 1978 года вместе с женой Л. П. Полубарьевой создал домашний музей Йошкар-Олы. В музее было собрано более 140 экспонатов, здесь устраивались передвижные выставки с использованием небольших стендов с фотографиями старого города. В 1996 году при создании Музея истории города Йошкар-Олы супруги подарили свои материалы музею: письма заслуженного врача Марийской АССР Ф. М. Контского, краеведа Т. А. Дмитриева, фотографии известных горожан и воспоминания старожилов, которые заложили основу для формирования фондов музея. 
В 1969 году за вклад в развитие спорта ему присвоено почётное звание «Заслуженный работник культуры Марийской АССР». Награждён орденом Трудового Красного Знамени, нагрудными знаками и медалями, в том числе медалью «За трудовое отличие», а также Почётной грамотой Президиума Верховного Совета Марийской АССР.
Ушёл из жизни 4 августа 1996 года в Йошкар-Оле.

## Звания и награды

### Трудовые
- Заслуженный работник культуры Марийской АССР (1969)[4]
- Отличник народного просвещения РСФСР[4]
- Отличник физической культуры и спорта СССР[4]
- Орден Трудового Красного Знамени (1951)[1]
- Медаль «За трудовое отличие» (1946)[1]
- Медаль «За доблестный труд. В ознаменование 100-летия со дня рождения Владимира Ильича Ленина» (1970)[1]
- Почётная грамота Президиума Верховного Совета Марийской АССР (1946)[1]

### Боевые
- Медаль «За победу над Германией в Великой Отечественной войне 1941—1945 гг.»[4]